# 70679 Urzidil
70679 Urzidil è un asteroide della fascia principale. Scoperto nel 1999, presenta un'orbita caratterizzata da un semiasse maggiore pari a 2,6307844 UA e da un'eccentricità di 0,2152421, inclinata di 4,78244° rispetto all'eclittica.
L'asteroide è dedicato allo scrittore tedesco Johannes Urzidil.